# Then Play On
Then Play On es el tercer álbum de estudio de la banda británica de rock Fleetwood Mac, publicado en 1969 a través de Reprise Records. El título fue tomado de la comedia Noche de reyes de William Shakespeare, exactamente de la línea de apertura del Duque Orsino; «if the music be the food of love, then play on».
Es el último trabajo de estudio que participa el fundador y guitarrista Peter Green, como también el primero del tercer guitarrista Danny Kirwan. Cabe mencionar que en los créditos es colocado Jeremy Spencer, sin embargo en una entrevista realizada a Mick Fleetwood comentó que «solo hizo algunas cosas en el piano».
Obtuvo el puesto 109 en la lista Billboard 200 de los Estados Unidos y la sexta posición en los UK Albums Chart del Reino Unido. Además del disco se extrajo el tema «Oh Well» como sencillo promocional, que alcanzó la posición 55 en los Billboard Hot 100, convirtiéndose en el primer sencillo de la banda en entrar en esa lista, mientras que en el país inglés subió hasta el segundo lugar de la lista UK Singles Chart.
Por otro lado, cabe mencionar que en la edición estadounidense no se incluyeron los temas «Without You» y «One Sunny Day» ya que habían sido puestos en el álbum English Rose, el cual se lanzó solo ocho meses antes en dicho país.

## Portada
La imagen que aparece en la portada del disco es un hombre desnudo cabalgando sobre un caballo blanco, que se extrajo de un mural llamado Mural de pinturas domésticas de 1901 creado por el artista inglés Maxwell Armfield. En febrero de 1917, la revista The Countryside  publicó por primera vez la obra en una de sus ediciones y en ella se afirmó que se realizó originalmente para decorar un comedor de una mansión londinense.

## Grabación
A diferencia de trabajos anteriores de la banda, que fueron grabados en vivo en los estudios y se centraban más en el estilo blues, en esta ocasión hicieron uso de técnicas de sobregrabación, además de utilizar la improvisación en tres de los temas que componen Then Play On, a instancias de Green, unos ejercicios que ya eran realizados habitualmente en las presentaciones en vivo.
Peter Green compartió las tareas de composición con Danny Kirwan, con la intención de dar mayor protagonismo a las voces. Por otro lado, el otro guitarrista de la banda, Jeremy Spencer, no participó en ninguna de las canciones del álbum, Como compensación, en el álbum en solitario lanzado por Spencer en 1970, los miembros de Fleetwood Mac actuaron como banda de acompañamiento.
Clifford Davis, representante de la banda, se empeñó en que el tema Rattlesnake Shake fuera el elegido para el primer lanzamiento en Estados Unidos, logando un pequeño fracaso para la banda, con un paso modesto por el país norteamericano y sin llegar siquiera a entrar en listas. Tras esta decepción, Davis optó por el tema Oh Well, el preferido por los miembros de la banda, para ser su segundo sencillo en tierras americanas, logrando una repercusión mucho mayor, logrando entrar en la lista Billboard ot 100.

## Lista de canciones
| N.º | Título                        | Escritor(es)   | Duración |  |
| 1.  | «Coming Your Way»             | Danny Kirwan   | 3:47     |  |
| 2.  | «Closing My Eyes»             | Peter Green    | 4:50     |  |
| 3.  | «Fighting for Madge»          | Mick Fleetwood | 2:45     |  |
| 4.  | «When You Say»                | Kirwan         | 4:22     |  |
| 5.  | «Showbiz Blues»               | Green          | 3:50     |  |
| 6.  | «Underway»                    | Green          | 3:06     |  |
| 7.  | «One Sunny Day»               | Kirwan         | 3:12     |  |
| 8.  | «Although the Sun is Shining» | Kirwan         | 2:31     |  |
| 9.  | «Rattlesnake Shake»           | Green          | 3:32     |  |
| 10. | «Without You»                 | Kirwan         | 4:34     |  |
| 11. | «Searching for Madge»         | John McVie     | 6:56     |  |
| 12. | «My Dream»                    | Kirwan         | 3:30     |  |
| 13. | «Like Crying»                 | Kirwan         | 2:21     |  |
| 14. | «Before the Beginning»        | Green          | 3:28     |  |

## Músicos
- Peter Green: voz, guitarra, armónica y chelo en «Oh Well»
- Jeremy Spencer: piano en «Oh Well»
- Danny Kirwan: voz y guitarra
- John McVie: bajo
- Mick Fleetwood: batería